# Liboc (rivière)
 (juin 2015).
Si vous disposez d'ouvrages ou d'articles de référence ou si vous connaissez des sites web de qualité traitant du thème abordé ici, merci de compléter l'article en donnant les références utiles à sa vérifiabilité et en les liant à la section « Notes et références ».
Pour quartier de Prague, voir Liboc.
Liboc est une rivière de Tchéquie de 46 km de long qui est un affluent en rive droite de l'Ohře, elle est donc un sous-affluent de l'Elbe.